# Aspartiltransferasi
La aspartiltransferasi è un enzima appartenente alla classe delle transferasi, che catalizza la seguente reazione:
L-asparagina + idrossilammina ⇄ NH3 + L-aspartilidrossammato